# Lindi (Audru)
Lindi – wieś w Estonii, w prowincji Parnawa, w gminie Audru.